# K.O.Média
A K.O. Média az Irigy Hónaljmirigy 2007-ben kiadott albuma. A csapat most a celebeket és a médiát vette górcső alá. Ezen az albumon kiadott dalaik az akkor aktuális sztárok zeneszámait parodizálta ki és "intrók" közben is őket parodizálták (például Győzike). Később koncertet is adott az együttes az album alapján, amelyből koncertfilm is készült DVD-n. Az album címe szójáték: a "komédia" szóval, de egyben arra is utalt az IHM, hogy ők "kiütik" a médiát (K.O./Knock Out/kiütés).
A K.O. Média megjelenését követően 5 hétig vezette a Mahasz Top 40 lemezeladási listát. Az album platinalemez minősítést ért el, ami 15 000 eladott hanghordozót jelentett.

## Az album dalai
1. Mirigyböszmeség – 1:31
2. Így hülyítjük a népet – 3:53
3. Tényleg Extra – 0:39
4. Nesze neked egy maflás – 3:37
5. Discocicák – 1:00
6. Numerakirálynő – 4:07
7. A bárányok nem hallgatnak – 0:23
8. Reszkess világ – 3:08
9. Próba szerecsen – 0:29
10. Uni Cum Laude – 3:34
11. Dr. Albán – 0:47
12. Tömjük be újra – 2:29
13. Öregnéne Győzikéje – 2:10
14. Micsoda gádzsi ez a csávó – 3:57
15. Gáspáréknál ég a Virág – 1:04
16. Elvakít a fény – 3:35
17. Tik vagytok parasztok – 3:24
18. Plasztikai műtét – 1:09
19. Szex van! – 3:12
20. Passzív – 0:43
21. Újból szalad a szekér – 3:49
22. Nemkívánság műsor – 1:55
23. Feszül a bőr – 3:11
24. Barna Mackóka – 0:42
25. Hogy lehetsz Megasztár – 3:34
26. Zsűri Gyüli – 1:03
27. Gebasztár – 2:07
28. Mi a probléma? – 0:20
29. Űbergagyi – 3:27
30. El Dívány – 2:43